# 한빛-나노
한빛-나노(HANBIT-NANO)는 대한민국의 우주 스타트업 이노스페이스가 개발 중인 2단형 우주발사체이다.

## 개발
2024년 12월, 한빛-나노 개발의 필수 단계인 1단과 2단 분리 검증 단분리 시험에 성공하였다. 충청북도 청주사업장에서 실시하였으며, 단 분리 과정을 모사한 시험 시설에서 이루어졌다.

## 기술
길이 21.8m, 지름 1.4m 크기 발사체로 90㎏을 고도 500㎞ 태양동기궤도(SSO, 저궤도)에 투입시키는 2단형 발사체이다. 1단에 추력 25톤급 하이브리드 엔진 1기가, 2단에 추력 3톤급 엔진 1기가 탑재되어 있다. 2단은 고객이 요구하는 발사미션에 따라 하이브리드 엔진 '하이퍼', 메탄엔진 '리머'를 운용함으로써 고객 맞춤형 발사 서비스를 제공한다.
단 분리에 폭발력을 일으키는 화약을 쓰지 않으며, 대신 압력과 나사를 이용하는 분할 너트 방식이 채택되어 있다. 이노스페이스는 "화약을 쓰는 방식에 비해 구조가 단순하고 경량화에도 유리하며, 특히 단 분리 과정에서 발사체와 탑재체에 가해지는 충격을 최소화할 수 있다"고 설명하였다.
이노스페이스가 개발한 페어링은 경량화와 내구성을 극대화하기 위해 특별히 설계되었는데, 금속재 구조 방식이 아닌 탄소 복합재 적층 방식으로 제작하여 구조 경량화가 이루어졌다. 또한, 고온 환경에서도 견딜 수 있는 내열성을 확보하기 위하여 고온 코팅 소재를 적용하였다.

## 발사
2025년 7월 브라질 알칸타라 발사 센터에서의 첫 발사가 예정되어 있다.

## 같이 보기
- 한빛-TLV